# ارسكين نيل
إرسكين نيل(1804-1883)  رجل دين ومؤلف إنجليزي.

## حياته
ولِد في 12 مارس 1804،هو نجل آدم نيل ومارجريت يونغ، وشقيق ويليام جونسون نيل، تلقى تعليمه في مدرسة وستمنستر 16-1815، وفي كلية إيمانويل ، كامبريدج، حيث تخرج من البكالوريوس عام  1828، ومن الماجستير عام 1832.في 24 يونيو 1828، أصبح نيل محاضرًا في ساو تومي وبرينسيب. و في كنيسة القديس هيلدا،و جارو ،و في مقاطعة دورهام، عُيّن نائبًا لمدينة ادن لغفليتفي،و يوركشاير ،في 19 أكتوبر 1835، عُيّن  عميدًا لكيرتون، و سوفولك، في عام 1844، كما عُيّن نائبًا لإكسنينج مع لانواد،و سوفولك، في عام 1854
جمع نيل التوقيعات. أدت معرفته بخط اليد إلى استدعائه من جانب ولي العهد في محاكمة جيمس رايت المدعي العام في يونيو 1866، عندما طلب دون جدوى إثبات مطالبة أوليفيا سيريس، والدة لافينيا ريفز، بأنها أميرة أوليف كمبرلاند.
توفي في مقر القس إكسنينج في 23نوفمبر 1883، بعد أن شغل المنصب 29 عامًا.

## أعماله
كان نيل في عصره مؤلفًا مشهورًا. كان عمله الرئيسي هو المشهد الختامي، أو المسيحية والخيانة الزوجية المتناقضة في الساعات الأخيرة للأشخاص البارزين (1st ser., 1848; 2nd ser., 1849 ) ؛مُثِّل العمل في عدة طبعات، و أُعيد طبعه في أمريكا. كما أنه مؤلف:
•	The Living and the Dead, 1827; 2nd ser., 1829.
•	Reason for Supporting the Society for the Propagation of the Gospel in Foreign Parts, 1830.
•	Sermons on the Dangers and Duties of a Christian, 1830.
•	Whychotte of St. John's, or the Court, the Camp, the Quarter-Deck, and the Cloister, 1833, 2 vols.
•	The Life-Book of a Labourer: Essays, 1839; 2nd edit., 1850.
•	The Bishop's Daughter, 1842; 2nd edit., 1853.
•	Self-Sacrifice, or the Chancellor's Chaplain, 1844; 2nd edit., 1858.
•	Experiences of a Gaol Chaplain, 1847, 3 vols.; ثلاث طبعات.  كان هذا عمل خيالي .
•	The Track of the Murderer marked out by an Invisible Hand: Reflections suggested by the Case of the Mannings, 1849. On the Marie Manning murder case.
•	Scenes where the Tempter has triumphed, 1849.
•	The Life of Edward, Duke of Kent, 1850; 2nd edit., 1850.
•	The Earthly Resting Place of the Just, 1851.
•	The Riches that bring no Sorrow, 1852
•	The Summer and Winter of the Soul, 1852.
•	Risen from the Ranks, or Conduct versus Caste, 1853.
•	My Comrade and my Colours, or Men who know not when they are beaten, 1854.
•	The Old Minor Canon, or a Life of Struggle and a Life of Song, 1854; 2nd edit., 1858.
•	Sunsets and Sunshine, or Varied Aspects of Life, including notices of Lola Montes, James Neild, William Hone, and William Cobbett, 1862.